# João Elias
João Henriette Rafael Elias Manamana (ur. 12 grudnia 1973 w Kabindzie) – rwandyjski piłkarz pochodzenia angolskiego grający na pozycji pomocnika.

## Kariera klubowa
Elias urodził się w Angoli, ale karierę piłkarską rozpoczął w Belgii, w klubie Beerschot Antwerpia. W 1992 roku zadebiutował w jego barwach w drugiej lidze belgijskiej, a w 1993 roku odszedł do innego zespołu z tej ligi, KV Kortrijk. Z kolei w 1994 roku ponownie zmienił klub i przeszedł do AC Hemptinne-Eghezée, z którym w 1995 roku awansował z czwartej do trzeciej ligi. Od 1996 do 2003 roku był zawodnikiem KV Mechelen. W 1997 roku spadł z nim z pierwszej do drugiej ligi, a w 2000 roku powrócił z Mechelen do ekstraklasy. W 2001 roku ponownie spadł z tym klubem do drugiej ligi. W 2003 roku wrócił do KV Kortrijk i grał w nim przez 2 lata.
W 2005 roku Elias grał w rwandyjskim APR FC ze stolicy kraju Kigali. W tamtym roku wywalczył z APR mistrzostwo Rwandy. Następnie do 2006 roku grał w czwartoligowym belgijskim RRFC Montegnée, a sezon 2006/2007 spędził w greckim trzecioligowcu OF Ierapetra. Latem 2007 wrócił do Belgii i został zawodnikiem czwartoligowego RJS Bas-Oha.

## Kariera reprezentacyjna
W reprezentacji Rwandy Elias zadebiutował w 2003 roku. W 2004 roku został powołany do reprezentacji Rwandy na Puchar Narodów Afryki 2004. Tam rozegrał 2 spotkania: z Tunezją (1:2 i gol 2 32. minucie) i z Gwineą (1:1).